# Filmfestivalen i Karlovy Vary
Filmfestivalen i Karlovy Vary (tjeckiska: Mezinárodní filmový festival Karlovy Vary) är sedan 1946 en årlig filmfestival i Karlovy Vary, Tjeckien. Festivalen arrangeras i juli varje år. 